# 金龍丸 (特設巡洋艦)
金龍丸（きんりゅうまる）は国際汽船が所有していた貨物船で、一度も商業航海に使われることなく日本海軍に徴傭され、日中戦争では特設運送船、太平洋戦争では特設巡洋艦として運用され、第二次ソロモン海戦で戦没した。「金竜丸」としている文書もある。

## 船歴
1919年（大正8年）7月創立の国際汽船は、経営難やそれに対応する立て直し策の末、ストックボートを主体とする船隊から優秀船を主体とする船隊に変貌していた。「金龍丸」は、川崎造船所第5船台において建造されていた同型船の「金華丸」（9,305トン）が進水した1937年（昭和12年）11月18日に、空いたばかりの第5船台で起工し翌1938年（昭和13年）6月16日に進水、8月31日に竣工した。「金龍丸」と「金華丸」は最高速度20ノットという超高速船であり、特に「金華丸」はすでに太平洋を驚異的なスピードで走り抜けていた。しかし、「金龍丸」にはこのような機会が与えられず、竣工翌日の9月1日には日本海軍に特設運送船として入籍し、2日後の9月3日に徴傭されて呉鎮守府籍となる。特設運送船として3年間行動ののち、9月5日付で特設巡洋艦に転籍して呉海軍工廠で特設巡洋艦としての艤装工事が行われた。
特設巡洋艦となった「金龍丸」は第四艦隊（井上成美中将）付属となり、同じ特設巡洋艦の「金剛丸」（国際汽船、8,624トン）とともに舞鶴第一特別陸戦隊を乗せてトラック諸島に進出。第四根拠地隊の高角砲隊を乗せた「金龍丸」は12月3日にはクェゼリン環礁に進出し、ここで12月8日の開戦を迎える。第四艦隊はウェーク島攻略を命じられており、第六水雷戦隊（梶岡定道少将）と第十八戦隊（丸茂邦則少将）を中心に攻略部隊を編成。千歳海軍航空隊の陸上攻撃機による爆撃に呼応して8日午後にルオットを出撃し、ウェーク島に向かう。12月10日夜、攻略部隊はウェーク島沖に到着し、「金龍丸」と「金剛丸」は大発動艇（大発）を降ろして陸戦隊の上陸に取りかかるが、折りからの荒波によって1隻が舷側に叩きつけられて使用不能となり、「金剛丸」からの大発も1隻が転覆した。上陸は一旦延期され、3時25分から軽巡洋艦「夕張」以下諸艦艇によって艦砲射撃が開始されたが、ウェーク島の砲台から猛烈な反撃を受けた上に、健在のF4F ワイルドキャットが攻略部隊に対して繰り返し銃爆撃を行ってきた。4時すぎに駆逐艦「疾風」の爆沈を目の当たりにした攻略部隊は、ただちに南西方向への避退を開始する。銃爆撃により駆逐艦「如月」が沈没して「金剛丸」も機銃掃射で火災が発生するなどの被害を受けたが、「金龍丸」は被害なく退避した。攻略作戦自体もついに中止に決し、攻略部隊各艦はクェゼリンに退却することとなって、12月13日にルオットに帰投した。態勢を立て直した攻略部隊は、第二航空戦隊（山口多聞少将）などの支援を取り付け、第二次攻略戦を行うこととなった。この際、「金龍丸」と「金剛丸」からの大発揚陸は波浪との関係上不適であると判定されたが、「金龍丸」は被害を受けていなかったこともあり、上陸用設備を改良して再度上陸作戦に投入されることとなった。「金剛丸」は支援にまわって設営隊を乗せて部隊に加わった。12月23日未明、攻略部隊は再度ウェーク島南岸に接近し、第二次攻略戦を開始する。「金龍丸」は駆逐艦「追風」の先導を受けてウェーク島南西方に近寄って、大発をもって陸戦隊を上陸させた。第二次攻略戦も猛烈な反撃に見舞われたが、ついに攻略に成功した。「金龍丸」は12月26日までウェーク島に停泊ののち、12月30日にサイパン島に帰投した。
1942年（昭和17年）1月、「金龍丸」はカビエン攻略部隊（丸茂少将）に編入され、2隻の特設運送船、「吾妻山丸」（三井船舶、7,622トン）と「五洋丸」（五洋商船、8,469トン）とともに舞鶴第二特別陸戦隊を乗せてカビエンに向かった。1月22日深夜、部隊はコプラ倉庫が炎上するカビエンに上陸部隊を送り、翌1月23日明け方までには占領。「金龍丸」は戦利品を搭載してトラックに下がった。その後はモートロック諸島を経てラバウルに進出する。2月にはニューブリテン島南端のガスマタおよびスルミへの攻略戦に参加する。しかし、占領直後の2月11日、「金龍丸」は特設運送船「高瑞丸」（高千穂商船、7,072トン）とともに爆撃を受け、「金龍丸」は4番ハッチ付近に爆弾1発が命中して後部デリックが使用不能となり、「高瑞丸」も命中弾3発を受けて損傷した。損傷した「金龍丸」はラバウルを経由し、2月17日にトラックに帰投して修理を行った。修理後はポナペ、ラバウル、ラエ方面などで輸送任務に任じ、5月にはナウルおよびオーシャン島攻略戦に参加。しかし、5月10日に部隊旗艦の敷設艦「沖島」がセント・ジョージ岬近海でアメリカ潜水艦S-42 (USS S-42, SS-153) の雷撃を受けた。「金龍丸」は被雷した「沖島」の曳航にあたったが、曳航したままブカ島沿岸で座礁。約3時間後に離礁したが、「沖島」は浸水と火勢がひどくなって沈没した。作戦は5月15日にアメリカ空母任務部隊発見の報を受けたこともあり中止となった。「金龍丸」は5月30日に佐世保に帰投した。
佐世保での整備ののち、「金龍丸」は6月7日に佐世保第五特別陸戦隊などを乗せて佐世保を出撃し、トラックを経て6月27日にラバウルに到着した。トラックとラバウルで呉第三特別陸戦隊や設営隊を乗せ、6月29日にラバウルを出撃してガダルカナル島に向かう。7月1日にガダルカナル島に到着して輸送物件を陸揚げ後、7月5日にトラックに帰投。次いで7月20日からはブナに向かい、空襲を受けながらも揚陸作戦を成功させた。作戦後はトラックに下がって次の作戦まで待機した。
「金龍丸」がトラックに停泊中の8月7日、アメリカ軍がガダルカナル島に上陸してガダルカナル島の戦いが始まり、これを受けて増援部隊をいくつかに分けて輸送することとなった。増援の第一陣として一木清直陸軍大佐率いる支隊（一木支隊）を送ることになり、まず先遣隊を駆逐艦で急送。続いて残る部隊を陸軍輸送船「ぼすとん丸」（石原産業海運、5,477トン）と輸送船「大福丸」（大同海運、3,194トン）で送ることとなった。
またグアムにあった横須賀鎮守府第五特別陸戦隊の本隊もガダルカナル島に投入されることになり、「金龍丸」は同隊を乗せて8月13日にグアムを発ち、サイパン経由で8月16日にトラックに着いた。
「金龍丸」は、「ぼすとん丸」および「大福丸」の速力が速くなかったので別働隊として行動することになった。8月17日、「金龍丸」は同じく横須賀第五特別陸戦隊の兵員を乗せた第1号哨戒艇と第2号哨戒艇とともにトラックを出撃。8月19日に第二水雷戦隊（田中頼三少将）に護衛された「ぼすとん丸」および「大福丸」と合流。しかし、翌8月20日にアメリカ第61任務部隊（フランク・J・フレッチャー中将）を偵察機が発見し、船団は一時避退を余儀なくされる。このころには機動部隊（南雲忠一中将）、前進部隊（近藤信竹中将）などが支援でガダルカナル島北東海域に接近しており、8月24日に第61任務部隊と交戦した（第二次ソロモン海戦）。この海戦でアメリカ空母「エンタープライズ」が損傷し、艦載機の一部は造成したばかりのヘンダーソン飛行場に着陸した。
翌8月25日未明、アメリカ側の飛行艇が輸送船団に接触し、これを受けて「エンタープライズ」所属のSBD ドーントレス8機はただちにヘンダーソン飛行場を飛び立った。朝6時すぎ、輸送船団は8機のSBDの攻撃を受け、まず第二水雷戦隊旗艦の軽巡洋艦「神通」が被弾して落伍。間もなく6時7分に「金龍丸」にも爆弾1発が船体後部に命中し、火災が発生して航行不能となった。やがて火は弾薬に燃え移り、もはや消火もままならない状況となったため処分が決まった。救援と処分のため駆逐艦「睦月」が「金龍丸」に接近したが、8時27分に飛来してきたB-17の爆撃を受けて後部に被弾する。それでも「金龍丸」の乗員や陸戦隊隊員を収容ののち魚雷を発射して「金龍丸」に命中させ、「金龍丸」は8時53分に沈没した。「睦月」も約1時間後の9時40分に沈没し、「金龍丸」と「睦月」の乗員および陸戦隊隊員は駆逐艦「弥生」などに救助された。10月1日付で除籍および解傭。

## 艦長等
監督官
- 草川淳 海軍大佐：1938年9月1日 - 1938年10月1日[61]
- 浜屋七平 予備役海軍大佐：1938年10月1日[62] - 1939年7月13日[63]
- 塚越彦太郎 海軍大佐：1939年7月13日[63] - 1940年12月10日[64]
- 日台虎治 後備海軍大佐：1940年12月10日 - 1941年6月15日[65]
- 板垣行一 予備海軍大佐：1941年6月15日 - 9月5日[66]

艦長
- 山田省三 予備海軍大佐：1941年9月5日 - 1942年9月14日[67]